# Бялобжеґі (Плоцький повіт)
Бялобжеґі (пол. Białobrzegi) — село в Польщі, у гміні Бодзанув Плоцького повіту Мазовецького воєводства.
Населення — 429 осіб (2011).
У 1975-1998 роках село належало до Плоцького воєводства.

## Демографія
Демографічна структура станом на 31 березня 2011 року:
|          | Загалом | Допрацездатний вік | Працездатний вік | Постпрацездатний вік |
| -------- | ------- | ------------------ | ---------------- | -------------------- |
| Чоловіки | 220     | 41                 | 160              | 19                   |
| Жінки    | 209     | 36                 | 132              | 41                   |
| Разом    | 429     | 77                 | 292              | 60                   |